# Feijão-de-rola
O feijão-de-rola (Macroptilium lathyroides) é uma trepadeira anual que chega a medir até 1 metro, da família das leguminosas, subfamília papilionoídea. Pode adquirir hábito de enrolamento e dessa maneira atingir até 1,5m de altura. Tal espécie possui flores vermelho-violáceas ou azul-violáceas, cultivada como forragem e adubo verde.
Também é conhecida pelo nome de feijão-de-pombinha e feijão do campo no Brasil, e pelos nomes de frijol de monte na Venezuela, frijol de los arrozales na Colombia, Murray phasey bean na Austrália e wild pea bean no Havaí.
A espécie é originária da região tropical da América do Sul, mas pode ser encontrada na América Central e até o sul dos Estados Unidos, onde já se espalhou pelo estado da Flórida. Também já foi introduzida na Índia, Austrália e África.
Suas folhas, como de outras leguminosas, apresenta movimentos mediados pelo turgor em resposta aos raios do sol, algo chamado heliotropismo. Isso permite que a planta realize maior quantidade de fotossíntese, com maior ganho de carbono, além de uma maior eficiência no uso da água e maior controle sobre a temperatura da folha e perda de água pela transpiração. Em ensaios de estresse hídrico, observou-se que quanto maior a perda de água pela transpiração, menor a quantidade de água nas folhas e, assim, maior a temperatura foliar.
Ela tem alta capacidade de fixação de nitrogênio, e portanto pode ser utilizada como fertilizante verde, mas também pode invadir áreas de cultivo comercial, devido a sua capacidade de adaptação e ciclo de vida curto. No Brasil, já foi encontrado em regiões de plantio de soja e de algodão no Mato Grosso do Sul, e é sensível ao agrotóxico glifosato. Suas folhas e raízes possuem substâncias citotóxicas e genotóxicas para alface, o que ajuda a explicar sua capacidade de competir com outras espécies vegetais.
Pode ser utilizado para aumentar a qualidade nutricional da forragem, e por sua adaptabilidade, é uma boa alternativa em situações de escassez hídrica.
O extrato de suas flores possui antocianina e tem coloração roxa, mas muda para o vermelho com a adição de HCl, e pode ser utilizado em aulas de química sobre espectrofotometria.